# Vesikari (ö i Kymmenedalen, Kotka-Fredrikshamn, lat 60,55, long 27,01)
Vesikari är en ö i Finland.   Den ligger i kommunen Fredrikshamn i den ekonomiska regionen  Kotka-Fredrikshamn  och landskapet Kymmenedalen, i den södra delen av landet, 120 km öster om huvudstaden Helsingfors.